# هنک بل
هَنک بل (انگلیسی: Hank Bell؛ ‏ ۲۱ ژانویهٔ ۱۸۹۲ – ۴ فوریهٔ ۱۹۵۰) بازیگر اهل ایالات متحده آمریکا بود.
از فیلم‌ها یا برنامه‌های تلویزیونی که وی در آن نقش داشته‌است می‌توان به کالیفرنیا، از جان گذشتگان، تگزاس، آقای دیدز به شهر می‌رود، ریو ریتا، آبراهام لینکلن، آوای وحش، به‌سوی غرب، ولز فارگو، بوکانیر، شهر داج، ویرجینیا سیتی، غربی، وسترن یونیون، حادثه آکس‌بو، کلمنتاین عزیزم، جدال در آفتاب، مبارز اهل کنتاکی، بازگشت طولانی جونز و مونتانا بل اشاره کرد.